# Empire State Express

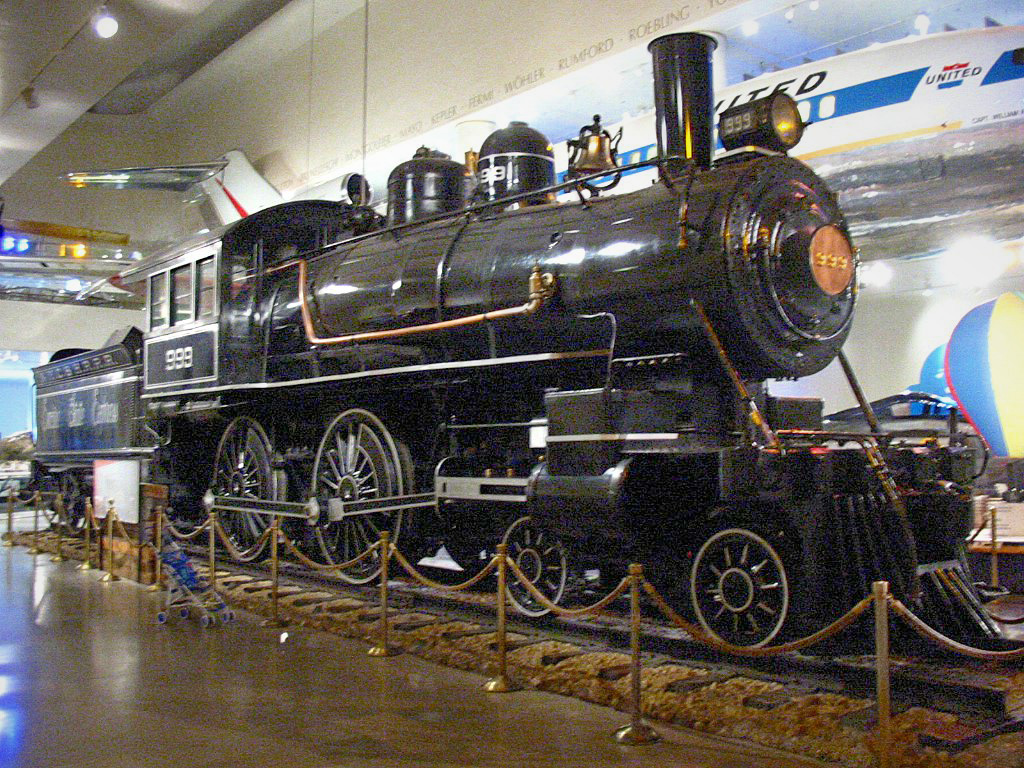
Locomotora N.º 999, conservada en el Museo de Ciencia e Industria de Chicago (2003)

El Empire State Express fue uno de los trenes de pasajeros con denominación propia, insignia del Ferrocarril Central de Nueva York y del Río Hudson (un antecesor del Ferrocarril Central de Nueva York). El 14 de septiembre de 1891 cubrió las 436 millas (702 kilómetros) entre Nueva York y Búfalo en 7 horas y 6 minutos (incluidas las paradas), con un promedio de 61.4 millas por hora (98.8 km/h), y una velocidad máxima de 82 mph (132 km/h).

## Historia

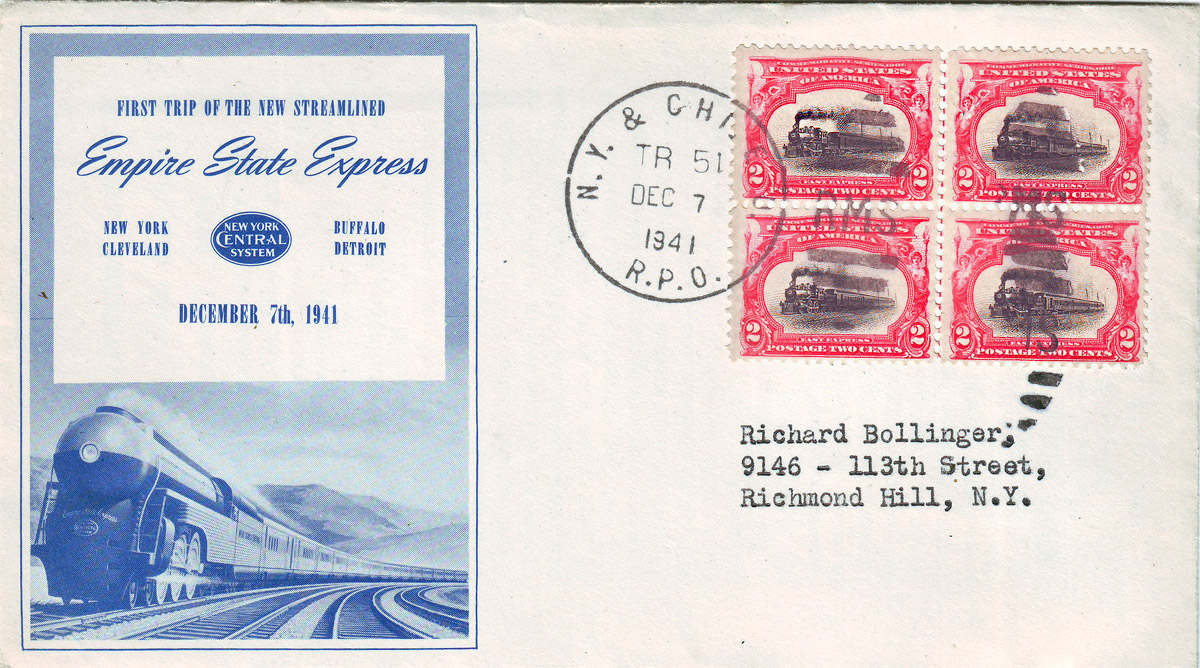
Carta conmemorativa matasellada del primer recorrido del renovado "Empire State Express" (1941)

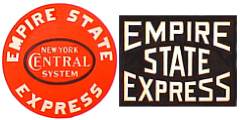
Logos como estos adornaban los extremos de los coches panorámicos del Empire State Express

El tren no tardó en ganar reconocimiento mundial, y su ruta se extendería más adelante hasta alcanzar Cleveland a 620 millas de distancia (998 kilómetros). El "Empire State" fue el primer tren de pasajeros con una velocidad programada de más de 52 millas por hora, y el primero en hacer recorridos de 142.88 millas (230 kilómetros) sin paradas (entre la ciudad de Nueva York y Albany: el trayecto más largo programado sin detener el tren hasta entonces).
La Guía de Ferrocarriles de 1893 muestra un horario de 8h:40min para las 440 millas de distancia entre Nueva York y Búfalo.
El 7 de diciembre de 1941, el New York Central inauguró un nuevo tren aerodinámico de acero inoxidable (fabricado por la compañía Budd), impulsado por una locomotora de vapor J-3a Hudson (4-6-4) aerodinámica (ese mismo día, Pearl Harbor fue bombardeado por los japoneses). Como muchos trenes de pasajeros de larga distancia hasta mediados de la década de 1960, el "Empire State Express" llevaba un coche postal operado por el Railway Mail Service (RMS) del United States Post Office Department que prestaba servicio como "correo rápido" en cada uno de sus viajes diarios. El correo tramitado en este coche postal era matasellado manualmente, utilizando sellos circulares con la fecha, la leyenda "NY & CHICAGO RPO", y el número del tren: "TR 50" (en dirección este) o "TR 51" (en dirección oeste).

### Amtrak
Cuando la Amtrak se hizo cargo del servicio de pasajeros de la nación el 1 de mayo de 1971, conservó los trenes en el corredor entre Nueva York y Buffalo con el nombre de "Empire Service". La Amtrak reutilizó el nombre, aunque no en la misma ruta original, el 6 de enero de 1974, cuando dio nombres a los trenes del "Empire Service". El "Empire State Express" regresó como un tren de Búfalo a Nueva York, con los números 71 y 78. El 31 de octubre de ese año, Amtrak extendió el tren a Detroit a través de la provincia de Ontario en el sur de Canadá. El 25 de abril de 1976, Amtrak cambió el nombre a este tren, rebautizándolo como "Niagara Rainbow". La compañía recuperó el nombre de nuevo en 1978 para un servicio entre Buffalo y Nueva York, que en 1979 se extendió a Niagara Falls. Unos años más tarde, Amtrak suprimió los nombres propios de los trenes del Empire Corridor.: 174 

## Empire State ExpressNo. 999

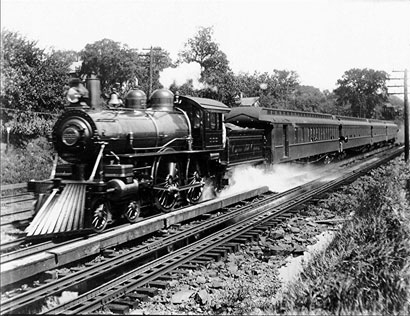
New York Central and Hudson River Railroad No. 999, la "Reina de la Velocidad", reduce su marcha a 60 mi/h mientras arrastra el Empire State Express a su paso por Palatine (Nueva York) en 1905

La clave de la fama inicial del "Empire State" fue su larga locomotora de vapor (11 m), una máquina tipo 4-4-0 de estilo estadounidense construida especialmente para transportar este tren en West Albany (Nueva York). La unidad hecha a mano tenía ruedas motrices de 86 pulgadas (218,4 cm) de diámetro y fue la primera de su tipo en tener frenos en las ruedas delanteras. Las bandas, las tuberías y el acabado estaban pulidos; la caldera, la chimenea, las cúpulas, la cabina y la carbonera estaban pavonados en negro, y el rótulo "Empire State Express" aparecía a los lados de la carbonera en grandes letras doradas de 2,5 pies (76,2 cm) de altura.
Después de recorrer la nación y hacer apariciones en numerosas exposiciones, incluida la Feria Ferroviaria de Chicago, la unidad se retiró del servicio en mayo de 1952, momento en el cual fue utilizada como locomotora de maniobras del servicio de vagones refrigerados. La compañía donó la locomotora al Museo de Ciencia e Industria de Chicago en 1962, donde se conserva y exhibe. Carece de sus ruedas tractoras originales de 86", que se eliminaron en algún momento después de su histórica marca de velocidad, siendo reemplazadas por unas ruedas motrices más pequeñas.

## Equipo utilizado

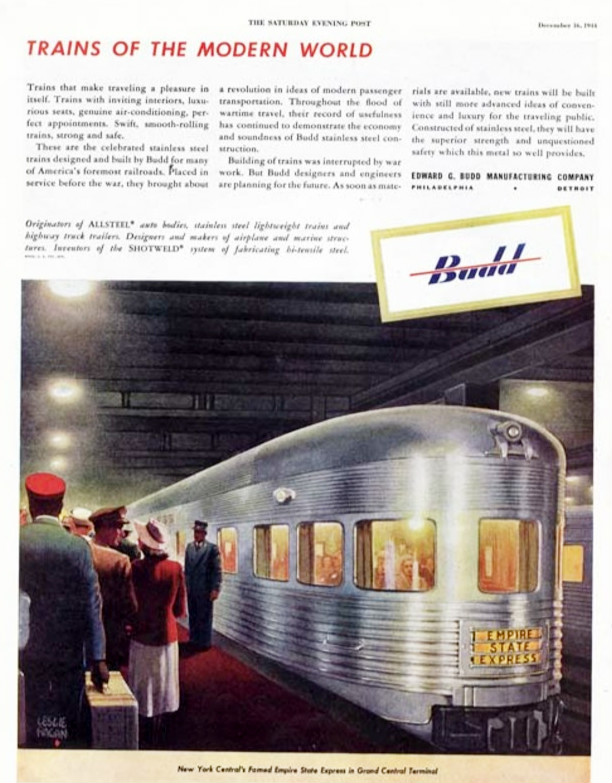
Un anuncio de los coches de acero inoxidable manufacturados por la compañía Budd, publicado en 1944 en el Saturday Evening Post

Hacia 1905, una composición del Empire incluía:
- Coche restaurante
- Coches de viajeros (2)
- Coche-cama (con sala de estar)

Nota: el coche privado del Vicepresidente a menudo se enganchaba al final del tren en algunos viajes.
En 1941, el Ferrocarril Central de Nueva York encargó a la compañía Budd unos nuevos coches ligeros de acero inoxidable para los trenes Empire. Inicialmente, se utilizó una locomotora Hudson con un carenado aerodinámico realizado con paneles de acero inoxidable La ciudad de Nueva York planeó la inauguración del nuevo tren el 7 de diciembre de 1941, pero atrajo poca atención de los medios debido al impacto en los Estados Unidos del ataque japonés a Pearl Harbor del mismo día. Un conjunto de coches originales de 1941 coches se conserva en el Museo del Ferrocarril del Valle de Rochester & Genesee.

## En la cultura popular
- El 12 de octubre de 1896 se filmó el documental The Empire State Express, un cortometraje realizado con el proceso experimental American Mutoscope Company de 68 mm. Se estrenó en el Hammerstein's Olympia Music Hall Theater en la ciudad de Nueva York. La película fue descrita por los críticos de entonces como "la mejor vista de un tren jamás tomada".[6]
- En 1965, el cantante de blues Eddie James "Son" House, Jr., entonces empleado del Ferrocarril Central de Nueva York, grabó la canción titulada "Empire State Express" en el New York Folk Festival
- El número 999 fue la inspiración para el vehículo espacial epónimo en la serie Galaxy Express 999 de manga y películas de dibujos animados.